# Titularbistum Palmyra
Palmyra (ital.: Palmira)  ist Titularbistum bzw. bis 1925 Titularerzbistum der römisch-katholischen Kirche.
Es geht zurück auf einen untergegangenen Bischofssitz in der Stadt Palmyra in der römischen Provinz Syria Coele bzw. in der Spätantike Syria salutaris in Zentralsyrien.
| Titularerzbischöfe von Palmyra |                               | |                    |                   |
| Nr.                            | Name                          | Amt | von                | bis               |
| 1                              | Giovanni Battista Ariberti CO | | 19. Februar 1728   |                   |
| 2                              | Félix Amat Palau y Pont       | Abt von San Ildefenso (Königreich Spanien)                                                                | 26. September 1803 | 11. November 1834 |
| 3                              | Marino Marini                 | | 16. Juni 1857      | 27. März 1865     |
| 4                              | Joannice Massamiri            | | 14. Januar 1864    | 3. September 1870 |
| 5                              | Marino Marini                 | Alterzbischof von Orvieto (Königreich Italien)                                                            | September 1871     | 1885              |
| 6                              | Antonio Maria Pettinari OFM   | Alterzbischof von Urbino (Königreich Italien)                                                             | 1885               | 1886              |
| 7                              | Augusto Bonetti CM            | Apostolischer Delegat im Osmanischen Reich                                                                | 6. Mai 1887        |                   |
| 8                              | Jules-Basile Kandelaft        | Apostolischer Vikar von Kairo (Britische Herrschaft in Ägypten)                                           | 24. Oktober 1902   | 1. Januar 1914    |
| 9                              | Pierre-Macario Saba           | Weihbischof in Alexandria (Ägypten)                                                                       | 29. November 1903  | 25. Juni 1919     |
| 10                             | Ambrose Agius OSB             | Apostolischer Delegat auf den Philippinen                                                                 | 1904               | 12. Dezember 1911 |
| 11                             | Antonino Sardi                | Altbischof von Anagni (Italien)                                                                           | 8. Juli 1912       | 2. Februar 1917   |
| 12                             | Bartolomeo Cattaneo           | Apostolischer Delegat in Australien                                                                       | 21. Mai 1917       | 14. Mai 1943      |
| 13                             | Domenico Fiori                | Weihbischof in Sabina und Poggio Mirteto (Italien)                                                        | 19. Juni 1943      | 4. März 1962      |
| 14                             | Alfredo Bontempi              | Rektor von Päpstlichen Collegiums Nepomucenum (Italien)                                                   | 19. März 1962      | 20. Februar 1963  |
| 15                             | Giuseppe Rossi                | Regens der Apostolischen Pönitentiarie, Konsultor der Zentralkommission des Zweiten Vatikanischen Konzils | 9. März 1963       | 2. März 1983      |